# Norra Fågelås socken
Norra Fågelås socken i Västergötland ingick i Kåkinds härad, ingår sedan 1974 i Hjo kommun och motsvarar från 2016 Norra Fågelås distrikt.
Socknens areal är 54,34 kvadratkilometer varav 54,09 land. År 2000 fanns här 438 invånare. Almnäs slott samt sockenkyrkan Norra Fågelås kyrka ligger i socknen.

## Administrativ historik
Norra Fågelås landskommun bildades vid kommunreformen 1862 och övertog ansvaret, tillsammans med Södra Fågelås landskommun, för de borgerliga frågorna från Fågelås socken. 1889 bildades en egen jordebokssocken och 14 mars 1902, när Södra Fågelås församling utbröts ur Fågelås församling, namnändrades den kvarvarande delen av Fågelås församling till Norra Fågelås församling. Landskommunen uppgick 1952 i Fågelås landskommun som 1974 upplöstes då denna del uppgick i Hjo kommun. Församlingen uppgick 2006 i en återbildad Fågelås församling.
1 januari 2016 inrättades distriktet Norra Fågelås, med samma omfattning som församlingen hade 1999/2000.  
Socknen har tillhört län, fögderier, tingslag och domsagor enligt vad som beskrivs i artikeln Kåkinds härad. De indelta soldaterna tillhörde Skaraborgs regemente, Kåkinds kompani och Västgöta regemente, Kåkinds och Vartofta kompanier.

## Geografi
Norra Fågelås socken ligger söder om Hjo på Hökensås sluttning mot Vättern. Socknen är i öster en odlad slättbygd och i väster en kuperad skogsbygd.

## Byar och hemman
Norra Fågelås socken består historiskt av nedan listade byar och enstaka hemman. När en by har flera hemman anges också hemmansnumren.
- Abrahamstorp, enstaka hemman.
- Almnäs (också Almenäs), by med två hemman (1 och 2), bägge säterier, som brukas tillsammans. Enligt Rosenbergs geografiska handlexikon från 1880-talet var gården, belägen vid Vättern söder om Hjo, en slottslikt bebyggd egendom med stor trädgård (se Almnäs slott) som förutom Almnäs bestod av Almö, Bengtstorp, Björstorp, Boda, Engatorp, Fagerlid, Grimseryd, Islebo, Isleryd, Kappekärr, Katebo, Korsgårda, Krumpekullen, Kärrabo, Landbyn, Lidan, Mistmarken, Passebo, Rosendala, Sjöbolet, Stenalmen, Stenbacken, Stutahemmet, Trollebo, Uddebo och Vrångebäck, tillsammans 23 mantal. I egendomen ingick Almnäs tegelbruk, bränneri och såg samt Korsgårdens kvarn.[8] På 1940-talet omfattade egendomen totalt 3500 hektar varav 1500 hektar åker samt 465 byggnader. Huvudbyggden i tre våningar uppfördes 1773–1776 av generalen greve Wolter Reinhold von Stackelberg.[9]
- Almö, Lilla, enstaka hemman, lyder under Almnäs.
- Almö, Stora, enstaka hemman, lyder under Almnäs.
- Bengtstorp (även Håkahemmet), enstaka hemman.
- Björstorp, by med två hemman (1 och 3). Nr 3 har varit säteri.
- Boda, enstaka hemman.
- Erlandstorp, enstaka hemman, tillika säteri. Enligt Rosenbergs geografiska handlexikon från 1880-talet en herrgård som bestod av Erlandstorp och Norrtelna samt kvarn och såg.[10]
- Erlandstorp, Lilla (eller Kronogården), enstaka hemman.
- Fagerlid, by med två hemman (1 Nolgården och 2 Sörgården). Byn är inlagd under Vrångebäck. Fagerlid har levt kvar som namn på ett soldattorp.
- Grimseryd, by med två hemman (1 Sörgården och 2 Nolgården).
- Hagen, enstaka hemman.
- Hulan, enstaka hemman.
- Högeryd, enstaka hemman, första gången i jordeboken 1609 som kronotorp.
- Islebo, enstaka hemman.
- Isleryd, by med fem hemman (1, 2 och 3 samt 4 Östergården och 5 Västergården).
- Kappekärr, enstaka hemman, tillika säteri.
- Katebo, enstaka hemman.
- Korsgården, enstaka hemman, inom gränserna finns småorten Korsgården.
- Krumpekullen, enstaka hemman.
- Kullen, enstaka hemman.
- Källebo, enstaka hemman.
- Källebotorp, enstaka hemman, första gången i jordeboken 1563 som kronotorp.
- Kärrabo, enstaka hemman.
- Lagahemmet, enstaka hemman.
- Landbyn, by med två hemman (1 Nolgården och 2 Sörgården).
- Lidan (också Lida), enstaka hemman. Inom gränserna finns bebyggelsen Lidängen.
- Linderyd, enstaka hemman.
- Mistmarken, enstaka hemman.
- Myrebo, enstaka hemman.
- Norrtelna, enstaka hemman, inlagt under Erlandstorp, har ursprungligen tillsammans med Sörtelna utgjort en by kallad Telna.
- Passebo, enstaka hemman.
- Prästebolet (eller Prästegården), enstaka hemman.
- Ringaberget, enstaka hemman.
- Rosendalen, enstaka hemman.
- Sjöbolet, enstaka hemman, ligger vid Vättern och lyder under Almenäs.
- Spakås, enstaka hemman.
- Stackeryd, Stora, enstaka hemman, har tydligen ursprungligen tillsammans med Stackeryd och Lilla Stackeryd i Södra Fågelås socken utgjort en by.
- Stakaberget, enstaka hemman.
- Stenalmen, enstaka hemman, ingick ursprungligen i byn Almö, lyder under Almnäs.
- Stenbacken, enstaka hemman, första gången i jordeboken 1552 som kronotorp.
- Stutahemmet, enstaka hemman, första gången i jordeboken 1632.
- Systerstorp, enstaka hemman.
- Sörtelna, enstaka hemman, har ursprungligen tillsammans med  Noltelna utgjort en by kallad Telna.
- Trollebo, enstaka hemman, inlagt under Almnäs.
- Tråkebo, enstaka hemman.
- Uddebo, enstaka hemman, lyder under Almnäs.
- Vrångebäck, by med två hemman (1 Nolgården och 2 Sörgården). Gårdarna bildar en herrgård, som lyder under Almnäs.[11]
- Ängatorp, enstaka hemman, lyder under Almnäs.
- Äskelid, Östergården, hemman som tillhör byn Äskelid som till sin huvuddel ligger i Södra Fågelås socken.

## Fornlämningar
Fossil åkermark är funnen.

## Namnet
Namnet skrevs 1225 Fugl as och kommer från prästgården. Efterleden är ås och syftar på den mindre höjd kyrkan (Norra Fågelås kyrka) ligger. Förleden innehåller fågel, troligen syftande på skogsfågel.